# اولیکول
اولیکول (قزاقی: Ұлыкөл) یک دریاچه در استان قزاقستان شمالی کشور قزاقستان است.